# Markus Winkelhock
Markus Winkelhock, (născut la data de 13 iunie 1980, în Stuttgart, Germania) este un pilot de curse care a concurat în Campionatul Mondial de Formula 1 în sezonul 2007. Markus vine dintr-o familie de piloți de curse. Tatăl lui, Manfred Winkelhock, a alergat 5 sezoane în Campionatul Mondial de Formula 1, iar unchiul lui, Joachim Winkelhock a alergat într-un singur sezon de Formula 1.

## Cariera în Formula 1
| Sezon | Echipă                      | Număr puncte | Loc clasament general |
| ----- | --------------------------- | ------------ | --------------------- |
| 2006  | MF1 Racing                  | Pilot teste  | -                     |
| 2007  | Etihad Aldar Spyker F1 Team | 0            | -                     |